# خاگینه
خاگینه نوعی خوراک ایرانی است و به عنوان دسر نیز سرو می‌شود. خاگ(زبان پهلوی) خایَگ= xãyag (= خایک) یعنی تخم‌مرغ و ماده اصلی خاگینه تخم‌مرغ است. مردم هر شهر و منطقه ایران به روش خاص خود خاگینه درست می‌کنند و اکثر آنها شیرین هستند، از این جمله‌اند:
- خاگینه ساده
- خاگینه گردو
- خاگینه تبریزی
- خاگینه عسلی
- خاگینه ماست
- خاگینه شیره انگور
- خاگینه اصفهانی
- خاگینه نعنا

## طرز تهیه خاگینه نعنا
خاگینه نعنا شکل تغییریافته‌ای از این خوراک است که به‌ویژه بین مردم لرستان رواج دارد. در زبان لری خاگ به معنای تخم مرغ است. ترکیب تخم مرغ با ترهٔ کوهی در مناطقی مثل (اشن) به عنوان غذا یا عصرانه رواج دارد.
| نام ماده   | مقدار             |
| ---------- | ----------------- |
| تخم مرغ    | ۲ عدد             |
| نعنا       | ۲ قاشق غذا خوری   |
| زرد چوبه   | ۲/۳ قاشق غذا خوری |
| نمک و فلفل | به میزان دلخواه   |

تخم‌مرغ‌ها را خوب هم بزنید. زردچوبه و نعنا را اضافه و مخلوط کنید. روغن را در تابه داغ کنید. مخلوط تخم‌مرغ را دوباره هم بزنید و بلافاصله در تابه بریزید و پس از مدت کوتاهی که مخلوط خود را گرفت، در همان ظرف برگردانید و در ظرف را بگذارید تا روی دیگرش نیز بپزد.